# Półwysep Tamański
Półwysep Tamański, Tamań (ros. Тама́нский полуостров) – półwysep, który oddziela Morze Azowskie od Morza Czarnego. Jest położony na wschód od Krymu, od którego jest oddzielony Cieśniną Kerczeńską (konkretnie od jego odnogi – Półwyspu Kerczeńskiego). Zgodnie z ustaleniami Międzynarodowej Unii Geograficznej przebiega przez niego granica Europa-Azja i jego północna część leży w Europie, południowa zaś w Azji. Półwysep jest przedłużeniem łańcucha gór Wielkiego Kaukazu. Administracyjnie znajduje się w Kraju Krasnodarskim na południu Federacji Rosyjskiej.